# Mylabris flavoguttata
Mylabris flavoguttata là một loài bọ cánh cứng trong họ Meloidae. Loài này được Reiche in Ferret & Galin miêu tả khoa học năm 1850.